# ورزشگاه شهر گنجه

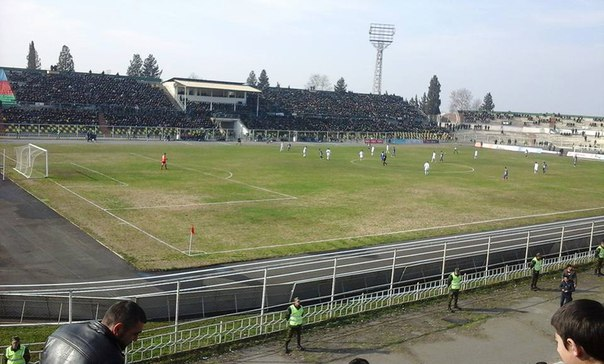
ورزشگاه شهر گنجه

ورزشگاه شهر گنجه (به ترکی آذربایجانی: Gəncə şəhər stadionu) یک ورزشگاه فوتبال در شهر گنجه کشور جمهوری آذربایجان و متعلق به باشگاه فوتبال کپز با گنجایش ۲۶٬۱۲۰ نفری تأسیس شده‌است. در حال حاضر بازی‌های خانگی تیم فوتبال باشگاه فوتبال کپز در این ورزشگاه برگزار می‌شود.